# Масонский дом
Масонский дом — ныне утраченное историческое здание в Одессе (на углу улиц Княжеской и Старопортофранковской) построенное в 1887—1892 годах для Одесского отделения Русского технического общества архитектором Александром Бернардацци по проекту Эдуарда Меснера. Название здание получило от элементов декора. Разрушено в 2016 году.

## История
В 1887—1892 годах здание было построено архитектором Александр Бернардацци по проекту Эдуарда Меснера для Одесского отделения Русского технического общества. Интерьеры проектировал Г. К. Шеврембрандт.
11 августа 1904 года в здании был организован «Подвижный музей наглядных учебных пособий».
В августе 2015 года Одесский облсовет продал здание с аукциона компании Руслана Тарпана «Арт Билдинг Групп» за 1,6 млн грн. Условием продажи было, что «Арт Билдинг Групп» обязалась восстановить памятник в аутентичном виде. После прихода губернатором Михаила Саакашвили областное управление охраны памятников отказалось подписывать охранный договор нужный для купли-продажи и де-факто уничтожило памятник. 20 июля 2016 года здание разрушилось. Начальник управления ГСЧС в Одесской области Александр Крицкий считает, что одесситы сами разобрали здание и оно обрушилось.

## Галерея

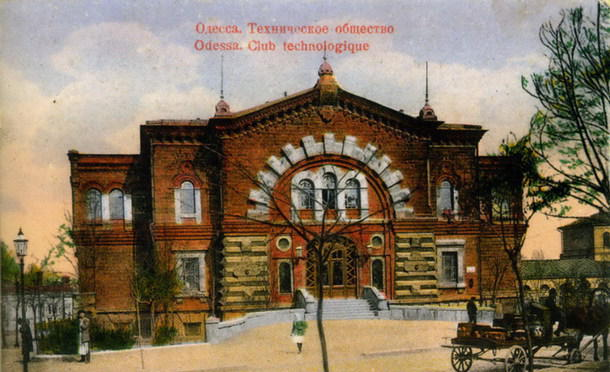
Масонский дом в начале XX века
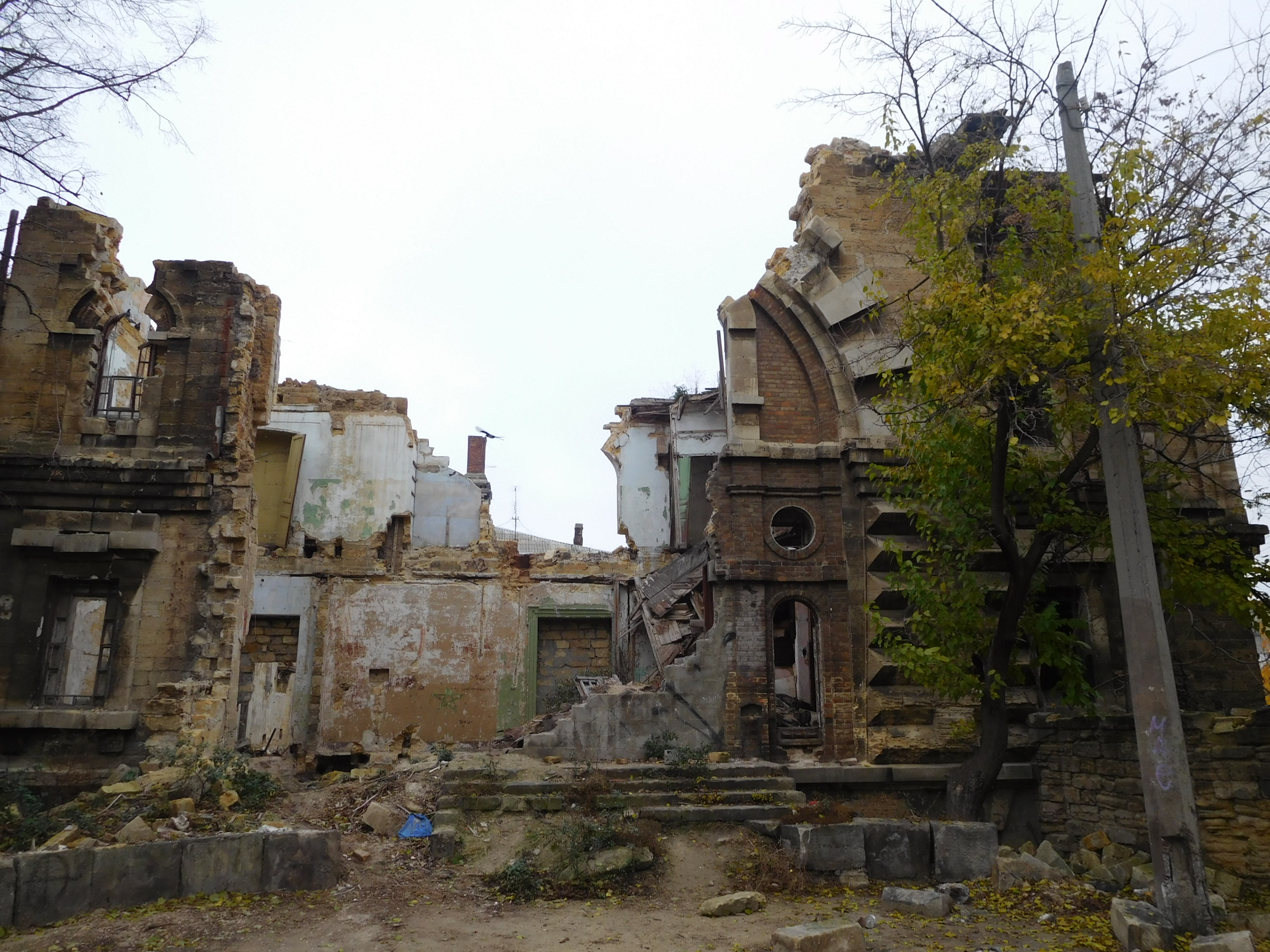
Масонский дом в XXI веке